# إيثينيل إستراديول/ليفونورجيستريل
ايثينيل استراديول/ليفونورغيستريل يسمى أيضًا ليفونورغيستريل/ايثنيل استراديول هو عبارة عن حبوب منع الحمل مركبة، تتكون من إيثينيليستراديول، وهرمون الاستروجين والليفونورغيستريل والبروجستين. يُستخدام في تحديد النسل وأعراض الحيض، ولبطانة الرحم، ووسائل منع الحمل في حالات الطوارئ. يؤخذ هذا الدواء عن طريق الفم.
تشمل الآثار الجانبية الغثيان والصداع وجلطات الدم وألم الثدي والاكتئاب ومشاكل الكبد. ينصح بعدم استخدامه خلال فترة الحمل، والأسابيع الثلاثة الأولى بعد الولادة، وللأشخاص المعرضين لخطر الإصابة بجلطات الدم.؛ ومع ذلك، يُمكن أن يستخدم مباشرة بعد الإجهاض أو خسارة الحمل. لا ينصح بالتدخين أثناء استخدام حبوب منع الحمل المركبة. يعمل عن طريق إيقاف الإباضة، مما يجعل المخاط عند فتحة عنق الرحم سميكة، وجعل الرحم غير مناسب للزرع.
تمت الموافقة على إيثينيل إستراديول/ليفونورجيستريل للاستخدام الطبي في الولايات المتحدة منذ عام 1982. وهي ضمن قائمة منظمة الصحة العالمية للأدوية الأساسية، وهي الأدوية الأكثر أمانًا وفعالية اللازمة في النظام الصحي. وهو متوفر كدواء عام. في المملكة المتحدة تكلف ثلاثة أشهر من العلاج هيئة الخدمات الصحية الوطنية حوالي 1.80 جنيه. في الولايات المتحدة، تُكلف حوالي 25-50 دولارًا شهريًا. يتم تسويقه تحت عدد كبير من الأسماء التجارية. في عام 2017، كان الدواء رقم 136 الأكثر شيوعًا في الولايات المتحدة، مع أكثر من أربعة ملايين وصفة طبية.